# شکایت پورتنوی (فیلم)
شکایت پورتنوی (انگلیسی: Portnoy's Complaint) فیلمی در ژانر کمدی به کارگردانی ارنست لمان است که در سال ۱۹۷۲ منتشر شد. از بازیگران آن می‌توان به ریچارد بنجامین، کرن بلک، جیل کلایبورگ، و لی گرانت اشاره کرد.